# La Tour d'Argent
La Tour d'Argent è uno storico ristorante di Parigi, in Francia.

## Storia
Nel sito ufficiale della Tour d'Argent, viene dichiarato che il ristorante risale al 1582 e che fosse frequentato da Enrico IV. Tuttavia, il sito non offre alcuna documentazione a sostegno di queste dichiarazioni. Inoltre, il quai de la Tournelle, che è il luogo dove sorge il ristorante, non venne mai lastricato fino alla metà del Seicento, e prima di allora era «un pendio spesso allagato e quasi sempre reso inaccessibile dal fango». Il nome del luogo non compare nemmeno in un elenco del 1824 dedicato ai «ristoranti prestigiosi che si distinguono per l'eleganza della decorazione dei loro saloni e per il numero e la cura dei piatti che vi si trovano....» Nel 1852, il numero 15 di quai de la Tournelle (attuale indirizzo della Tour d'Argent) era occupato da un parrucchiere, mentre l'attiguo numero 17 era di proprietà di un commerciante di legno.
La guida Baedeker di Parigi del 1860 riporta che l'attuale posizione del locale fosse allora "fuori mano", e menziona un ristorante associato a un Hotel del Tour d'Argent a basso costo collocato «tra Notre Dame e il jardin des Plantes, sul Quai de la Tournelle, di fronte al ponte omonimo, c'è un piccolo albergo e il ristorante Lecoq; l'Hôtel de la Tour d'argent è sì un po' fuori mano, ma ben tenuto ed economico (camera, 2 franchi, una bistecca costa 1 franco). Inoltre è posto di fronte a una scuola di nuoto, che ha il vantaggio di non essere ancora segnata da tutta la sporcizia di Parigi.»
A cavallo fra Ottocento e Novecento, La Tour d'Argent era di proprietà di Frédéric Delair, che iniziò la tradizione di cedere un certificato numerato a ogni persona che mangiava il piatto caratteristico del ristorante, l'anatra alla pressa. Nel 1912 la famiglia Terrail acquistò il ristorante. Dopo essere stato gestito da André Terrail, esso passò a suo figlio Claude, che morì nel 2006 all'età di 88 anni, per poi diventare di proprietà del figlio di quest'ultimo André. Nel 1984 venne aperta una filiale della Tour d'Argent a Tokyo, che si trova presso l'Hotel New Otani.